# Gans (Familie)
Die Familie Gans ist eine prominente deutsch-jüdische Familie von Fernhändlern und später Industriellen und Philanthropen. Bedeutendster Vertreter ist der Großindustrielle Friedrich Ludwig von Gans, der 1912 geadelt wurde.

## Ursprünge
Die Familie Gans ist eine der ältesten jüdischen Familien mit festem Namen. Der Name Gans kann auf ein Akronym zu Gerschon Nazig Zibur (Vertreter der jüdischen Gemeinde) zurückgeführt werden. Vertreter der Familie lassen sich als mittelalterliche Fernhändler in Köln, Worms, Mainz und Frankfurt am Main nachweisen. Seit 1360 war den Juden die Ansiedlung in Frankfurt erlaubt. 1389 ist Seligmann Gans als Frankfurter Jude urkundlich erwähnt. Er war als Fernhändler und Geldverleiher tätig. Zwischen 1490 und 1505 ist in Worms Josel Gans als Vorsteher der dortigen jüdischen Gemeinde bekannt. Kurz nach 1550 wanderten die Brüder Manes, Moses und Seligmann Gans von Mainz nach Frankfurt ein. Dieser Zweig der Familie starb erst 1825 mit Wolf Beer Gans aus.

## Händler in Lippstadt, Minden und Hannover
In der zweiten Hälfte des 16. Jahrhunderts wanderte ein Zweig der Familie in Lippstadt zu. 1561 wird hier ein Salomon Gans aus Lemgo erstmals genannt, sein Sohn Josua Seligmann Gans († 1609) lebte als Geld- und Pfandleiher in der Stadt, sein Bruder David Gans wurde Universalgelehrter und lebte in Prag. 
Die Judenfeindlichkeit in Lippstadt führte 1579 zu einem Umzug der Familie Gans nach Minden, wo es seit 1270 eine jüdische Gemeinde gab. Gegen eine Einmalzahlung von 1000 Talern und einer jährlichen Schutzgeld von 100 Talern erhielt sie das Wohnrecht. Josua Seligmann Gans betrieb in Minden Holzhandel und Geldgeschäfte und stieg zum Vorsteher der jüdischen Gemeinde auf. David Gans erreichte in Prag ein kaiserliches Privilegium de non-arrestando durch den Kaiser, also ein freies Reiserecht im ganzen Reich. Seine Söhne Isaak, Sostmann I und Salomon d. Ä. waren führende Kaufleute und Kreditgeber der Stadt Minden. Als Sostmann I 1629 starb, kam es zu einem erbitterten Rechtsstreit um das Erbe. Sostmanns zweiter Frau gelang es dabei, sich in den Besitz des Erbes zu setzen; Salomon d. J. (* 1613; † 1654) ging leer aus. Er heiratete 1644 jedoch Jente, die Tochter des reichen Händlers Jobst Joseph Hameln-Goldschmidt, und konnte mit den Mitteln der Ehefrau erneut Erfolge als Kaufmann feiern. 1654 zog er mit seiner Familie nach Hannover, wo er aber kurze Zeit später starb. Die Witwe Jente heiratete in zweiter Ehe den Großkaufmann Leffmann Behrens.

## Tabakunternehmer in Hameln und Celle
Salomon d. J. hatte drei Söhne und drei Töchter hinterlassen. Sein Sohn Sostmann II zog nach Hameln, um dort die Interessen der Familie zu vertreten. Schwerpunkt des dortigen Geschäftes war der Lederhandel. Dies führte zu Konflikten mit der Bürgerschaft, die diesen Geschäftszweig verbot. Er wechselte daher das Geschäftsmodell und wurde Tabakunternehmer. Nachdem auch das untersagt wurde, zog die Familie 1689 nach Celle, wo das Tabakgeschäft von ihm und dann von seinem Sohn Salomon II († 1733) fortgesetzt wurde. In Celle hatte Leffmann Behrens bereits eine Tabakfabrik (Tabakfabrik Fortuna), die 1721 endgültig in den Besitz der Familie Gans überging. Erbe des Familienunternehmens wurde sein Sohn Jakob Josef Gans (* um 1700; † 1770), der Vorsteher der jüdischen Gemeinde war. Er hatte drei Söhne, Salomon, Isaac Jacob und Joshua Dow Feibel.
Isaac Jacob Gans legte den Schwerpunkt des Geschäftes zusätzlich auf den Getreidehandel und erwarb als Heereslieferant im Siebenjährigen Krieg ein Vermögen und Reputation. 1777 wurde er von König Georg III. zum Hofagenten bestellt. Nach seinem Tod 1798 wurde sein Sohn Philipp Isaac Gans (* um 1753; † 1828) zum Senior der Familie. Das Erbe betrug 250.000 Reichstaler. Durch Spekulationen mit französischen Staatspapieren und den Zusammenbruch großer Hamburger Handelshäuser um 1800 ging das Vermögen der Familie verloren. 1800 musste Philipp Isaac Gans Bankrott anmelden.
Der jüngere Sohn von Isaac Jacob Gans, Abraham Isaak (* 1766; † 1839), zog nach Berlin und lebte dort als Kaufmann. Sein Sohn Eduard Gans (* 22. März 1797 – so der von der Mutter gesetzte Grabstein, nach anderen Quellen am 23. März – in Berlin; † 5. Mai 1839 ebd.) war ein bekannter deutscher Jurist, Rechtsphilosoph und Historiker.
Heinrich Heine war Ur-Urenkel von Josef Gans, der wiederum Enkel von Sostmann I war.
Joshua Dow Feibel Gans war Vorsteher der jüdischen Gemeinde in Celle. Sein Sohn Philipp Ahron war ein erfolgreicher Kaufmann. Nach dem Ende der Franzosenzeit wurde 1814 den jüdischen Kaufleuten in Celle die Fortführung ihrer Geschäfte untersagt und diese aus der Stadt verwiesen. Damit endete die Geschichte der Familie Gans in Celle; die Familienmitglieder zogen in verschiedene Orte, so nach Hamburg, Berlin und Frankfurt am Main.

## Familie Gans in Frankfurt
Von besonderer Bedeutung für die Familiengeschichte war Ludwig Aaron Gans (* 17. Juli 1794 in Celle; † 27. Juni 1871 in Frankfurt am Main), der Sohn von Philipp Ahron Gans. Er ging 1814 bei der Firma Caßel & Reiß in Frankfurt am Main in die Lehre. Er heiratete 1828 Rosette Goldschmidt (1805–1868), eine Nichte und Adoptivtochter des Firmeninhabers Leopold Cassella, und wurde als Teilhaber in die Firma aufgenommen. 1848 wurde Gans alleiniger Eigentümer von Leopold Cassella & Co., wie das Unternehmen damals hieß. Ludwig Aaron Gans war der Vater des Großindustriellen Friedrich Ludwig von Gans, der 1912 geadelt wurde, und des Chemikers und Industriellen Leo Gans. Die Familie konvertierte im späten 19. Jahrhundert vom Judentum zum Protestantismus.
1862 heiratete Friedrich Ludwig von Gans Auguste Ettling (1839–1909), Tochter eines vermögenden Kaufmanns aus Karlsruhe. Das Ehepaar bekam drei Kinder: Die Tochter Adele, genannt Fanny (1863–1932) und die Söhne Paul (1866–1915) und Ludwig Wilhelm (1869–1946). Pauls Tochter Margot von Gans (1899–1986) wurde als Luftfahrtpionierin und Automobilrennfahrerin bekannt.

## Zeit des Nationalsozialismus
Auch wenn die Familie bereits ein halbes Jahrhundert zuvor zum Christentum konvertiert war, galt sie in der Rassenideologie der Nationalsozialisten als jüdisch. Ludwig Wilhelm von Gans (* 6. August 1869 in Frankfurt am Main; † 1946 in Kopenhagen) wanderte in die Schweiz aus, wurde aber bei einem Dänemarkbesuch verhaftet und in das Konzentrationslager Theresienstadt gebracht, das er mit schweren physischen und psychischen Schäden überlebte. Auch viele andere Familienmitglieder erlitten die Verfolgung durch die Nationalsozialisten.

## Gebäude
Das für Friedrich Ludwig von Gans errichtete Mausoleum Gans ist das Familiengrab der Familie Gans. 
Verschiedene Familienmitglieder ließen repräsentative Wohnsitze errichten, siehe hierzu
- Villa Gans (Königstein), auch Villa Hainerberg, Bauherr Adolf Gans, Architekt Bruno Paul
- Villa Gans (Kronberg), Bauherrin Clara Gans, Architekt Peter Behrens
- Villa Gans (Oberursel), auch Villa Kestenhöhe, Bauherr Ludwig Wilhelm von Gans, Architekt Otto Bäppler